# Jozef Michalko
Jozef Michalko (Poprad, 8 maggio 1961) è un ex cestista, allenatore di pallacanestro e dirigente sportivo cecoslovacco, dal 1993 slovacco.

## Carriera
Con la Cecoslovacchia ha disputato due edizioni dei Campionati europei (1987 e 1991).

## Palmarès

### Giocatore
- Campionato cecoslovacco: 1

Inter Bratislava: 1979-80